# Űrgárdisták

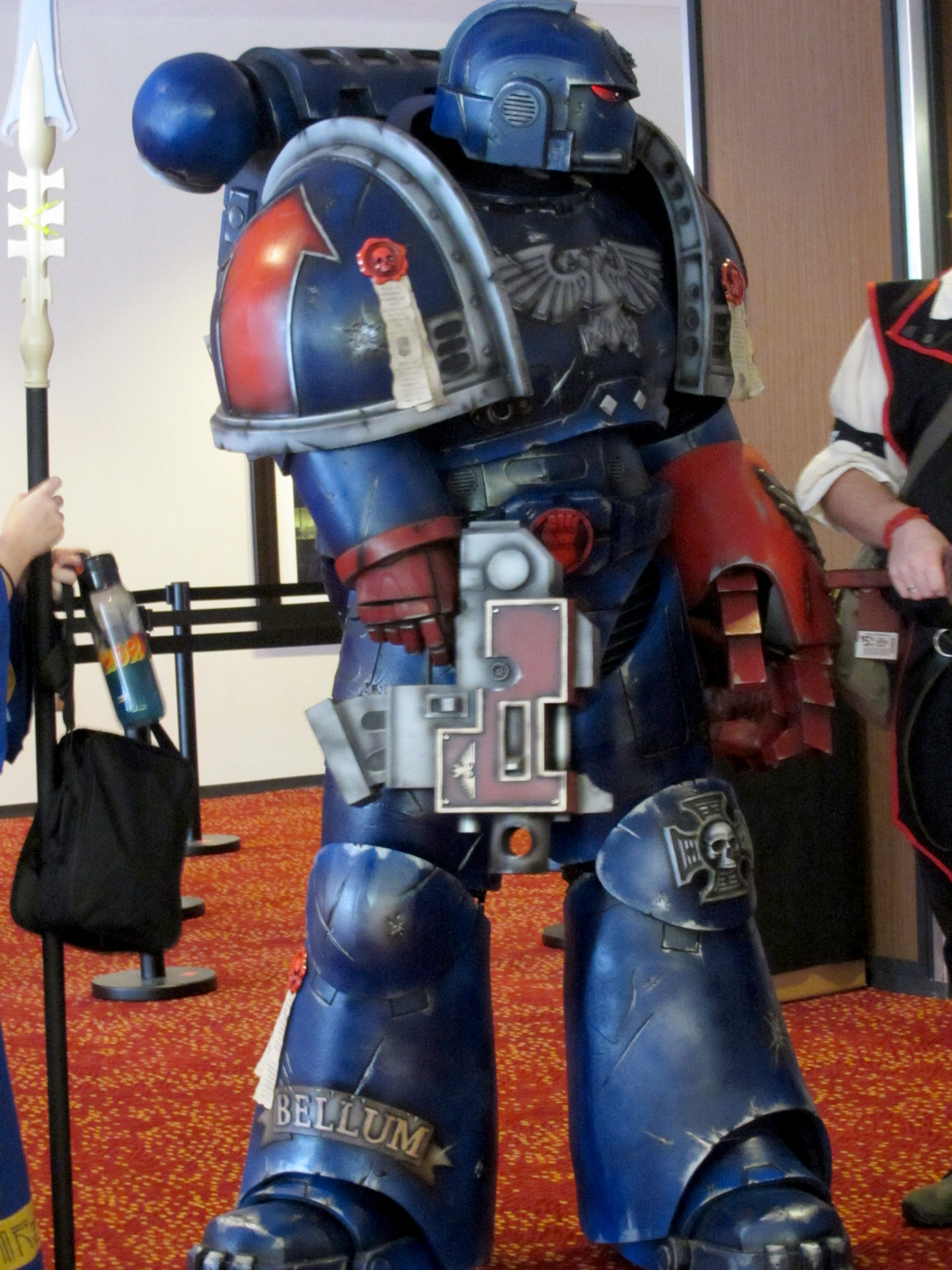
A Bíbor Öklök rendház egy űrgárdistája
(a 2014-es Dragon Con cosplay találkozón)

Az űrgárdisták egy haderő a Warhammer 40 000 nevű stratégiai táblás játék világában (amely mára egész franchise-zá nőtt). Ismertek még az Adeptus Astartes címen  és a Halál Angyalainak is nevezik őket.
Elit szuperkatonák, akiket természetes képességeik alapján választottak ki, majd öröklött különleges képességeiket tovább mélyítették hosszas kiképzés, mentális felkészítés és genetikai módosítások segítségével. Elkötelezettségük és rendíthetetlenségük ezen különleges tulajdonságaikból és neveltetésükből ered. Szervezetük és kultúrájuk hasonlatos a szerzetesek természetéhez és szigorú harci rendjük hasonlatos a történelem harcos kultúráihoz.
Őket csak a különleges feladatokra alkalmazzák, mivel az Emberiség Birodalmának különleges viszonylag kis számú szuperkatonái. A Birodalom létező legjobb felszerelésével látják el őket. Erővértet viselnek, mely teljes körű védelmet nyújt, túlélést biztosít ellenséges környezetben és emberfeletti erőt és mozgékonyságot – továbbá a legkülönlegesebb fegyverzettel is rendelkeznek. Általános fegyverük a sorozatvető (bolter). Az űrgárdisták sokkal magasabbak az átlagos emberi termetnél, Erővértben elérik a 7 és 9 láb (2,2 – 2,8 méter) közötti magasságot.
Az űrgárdisták ihlete nagyban köthető a korábbi sci-fi alkotásokhoz, mint a „Mobile Infantry” a Starship Troopers regényből, a „Sardaukar” A Dűne regényből vagy a Laserburn táblás háborús játék világához.

## Szervezet
Az Adeptus Astartes körülbelül 1000 rendházból áll, melyek egyenként ezer űrgárdistát foglalnak magukban. Ez egymillió űrgárdistát feltételez, azaz egy űrgárdista jut az Impérium minden egyes lakott világára. Az egyedi rendházak saját identitással, örökséggel, harcstílussal és liturgiával rendelkeznek. A legtöbb rendház a Codex Astartest követi, mely egy vaskos tanulmány azon műveletekről és folyamatokról, melyeket az űrgárdistának követnie kell. Ezt a kötetet Roboute Guilliman írta, az Ultragárdisták Primarchája a Második Alapítás (Second Founding) idején.
Néhány másik rendházról is készült részletes leírás, különösen azokról, melyek komolyan eltérnek a normától („non-Codex”). A maradék legnagyobb részéről nincs leírás, így a játékos kialakíthatja saját történetüket, színeiket serege számára.
Minden rendház legfeljebb tíz századból áll és az első kilencnek külön Kapitánya van és száz űrgárdistából áll. Az első század általában a legtapasztaltabb, veterán űrgárdistákból áll, nyolc század „normál” harcosokból áll. A tizedik század általában Felderítőkből (Scouts) áll és azokból az újonnan sorozottakból, akiknek még nincs elég tapasztalata, így a Rendház fennmaradó része még nem illeszkedett be teljesen s számuk képlékeny. Azonban nem minden esetben ez a helyzet, mivel néhány Rendház több, mint ezer űrgárdistával rendelkezik, mert nem követik olyan szigorúan a codex-et. A Fekete Templomosok (The Black Templars) például sok hadjáratot vezetnek és úgy mondják, hogy akár hatezer űrgárdistával is rendelkezhetnek.
Mivel az Impérium törvényein kívül állnak, így teljesen egyedi részét képezik a birodalomnak. Ahogyan az Adeptus Mechanicus (~Gépek Szakértője), az Adeptus Astartes is független, de rendelkeznek saját űrflottával és minden rendháznak van saját anyabolygója, vagy csillagerődje (Star Fortress) (vagy ehhez hasonló bázisuk). Összehasonlításképpen, a Birodalmi Gárda (Imperial Guard) nagyban függ a haditengerészettől, hogy szállítóeszközt kaphassanak, a nehézkes mozgás nagyban csökkenti erejüket. Még az Inkvizítorok is, kiknek ereje és hatalma sokak szerint szinte korlátlan, diszkréten közelítenek az űrgárdistákhoz és általában követelés helyett kérik a segítséget.

## Történet

### A Légiók
A legelső űrgárdistákat az Istencsászár génállományából készült húsz Primarchából készítették. Ezek különleges egyének voltak hatalmas erővel és szerteágazó képességekkel. Húsz Légió volt és mind egy Primarcha irányítása alatt állt. A Légiók hihetetlen haderők voltak, az Emberiség legnagyobb harcosaiból álltak és a legfejlettebb fegyverarzenállal szerelték fel őket. A légiók létszáma jóval több volt mint a későbbi rendházaké, a legkevesebb első alapításakor csupán ezret tartalmazott (Thousand Sons = ezer fiak), amivel eltörpült a többi légió mellett.
A Hórusz Eretnekség alatt, a 31. évezredben, a légiók felét korrumpálta a káosz hatalma, melyek így fellázadtak a Birodalom ellen. Ugyan a Hórusz Lázadást leverték, de nyilvánvalóvá vált hogy senkit sem lehet megbízni egy teljes Űrgárdista Légió feletti hatalommal (Hórusz az Uralkodó legkedvesebb fia volt) így hát a Légiókat jóval kisebb Rendházakra osztották. Minden rendháznak van története, mely eredeti Légiójáig nyúl vissza.
A Hórusz Eretnekség alatt kilenc Légió maradt hű a Császárhoz. Hórusz veresége után kisebb Rendházakba szerveződtek más nevekkel, melyek egyike az eredeti légió nevét, színeit és hagyományait is megtartotta.

#### A Hűséges Légiók
- Ultragárdisták (Ultramarines)

Légió száma: XIII
Primarcha: Roboute Guilliman
Otthonvilág: Macragge
Jelenlegi hadműveleti bázis: Macragge (Héra Erődje)
Leírás: A Ultragárdisták mereven követik a Codex Astartest, és ebből az űrgárdista rendházból vették a legtöbb új alapítású rendház génmagját.
- Vérangyalok (Blood Angels)

Légió száma: IX
Primarcha: Sanguinius
Otthonvilág: Baal Secundus
Jelenlegi hadműveleti bázis: Baal Prime, Secundus
Leírás: A Vér Angyalok és utánuk következő Rendházak több olyan génmaghibával küzdenek, mint a „Vörös Szomj” (Red Thirst) vagy a „Fekete Harag” (Black Rage). A Vérangyalok kitűnőek közelharcban és rohamban.
- Sötét Angyalok (Dark Angels)

Légió száma: I
Primarcha: Lion El'Jonson
Otthonvilág: Caliban (Elpusztítva)
Jelenlegi hadműveleti bázis: A Szikla (The Rock) (Aszteroida bázis)
Leírás: Az első Légió, melyet a Császár megalkotott. A Sötét Angyalok és utódjaik önmagukat „Megbocsátatlanoknak" (Unforgiven) nevezik. Nagy titkolózás közepette vadásznak „Bukott” Angyalokra, akik a Káosz mellé álltak a Hórusz Eretnekség idején.
- Űrfarkasok (Space Wolves)

Légió száma: VI
Primarcha: Leman Russ
Otthonvilág: Fenris
Jelenlegi hadműveleti bázis: Fenris (Az Agyar (The Fang))
Leírás: Az Űrfarkasok szenvedélyes harcosok és szervezetük nagyban eltér a többi rendházétól. Hűségük megkérdőjelezhetetlen, ám híresek heves, erőszakos magatartásukról, amit intelligens stratégiával ötvöznek. 
- Birodalmi Öklök (Imperial Fists)

Légió száma: VII
Primarcha: Rogal Dorn
Otthonvilág: Inwit
Jelenlegi hadműveleti bázis: Világűr (Phalanx)
Leírás: A Birodalmi Öklök az Impérium összes rendháza közül a legjobbak erődítmények emelésében, ők építették a Birodalmi Palota erődítéseit is. Hosszú rivalizálásuk van a Vasharcosokkal.
- Fehér Hegek (White Scars)

Légió száma: V
Primarcha: Jaghatai Khan
Primarcha világa: Chogoris/Mundus Planus
Jelenlegi hadműveleti bázis: Chogoris, Quan Zhou
Leírás: A Fehér Hegek mongol-szerű kultúrával és gyors, lerohanásszerű taktikával harcolnak. A rendház gyakran alkalmaz motoros egységeket.
- Vaskezek (Iron Hands)

Légió száma: X
Primarcha: Ferrus Manus
Primarcha világa: Medusa
Jelenlegi hadműveleti bázis: Medusa
Leírás: A rendház harcosai körében nagyon elterjedt testük kibernetikai módosítása és minden újonc bal kezét eltávolították, hogy helyére kibernetikus pótlékot szerelhessenek.
- Szalamandrák (Salamanders)

Légió száma: XVIII
Primarcha: Vulkan
Primarcha világa: Nocturne
Jelenlegi hadműveleti bázis: Prometheus (Nocturne holdja)
Leírás: A Szalamandrák harcosai mesterei a technikának és általában a közelharcot kedvelik. A csatatéren hőalapú fegyvereket használnak.
- Hollógárda (Raven Guard)

Légió száma: XIX
Primarcha: Corvus Corax
Primarcha világa: Feloldozás ( {Deliverance}, eredetileg Lycaeus)
Jelenlegi hadműveleti bázis: Feloldozás,  Hollótorony (Ravenspire)
Leírás: A Hollógárdisták az „üss és fuss”-szerű rajtaütésekre specializálódtak. Hátirakétákat használnak és nagy mértékben alkalmaznak felderítő gárdistákat.
A Légiók közül kilenc állt Hórusz és a Káosz erői mellé a Hórusz Eretnekség alatt. Vereségüket követően az Iszonyat Szemébe menekültek és váltak Káosz űrgárdistákká.

#### Áruló Légiók
Az áruló légiók közül szinte mindegyik (a Fekete Légió és az Igehirdetők nagy részének kivételével) különálló bandériumokra szakadtak szét a Hórusz Eretnekség után, ezzel a Császárhoz hűséges rendházak torz tükörképeivé váltak.
- Holdfarkasok/Hórusz Fiai/Fekete Légió (Luna Wolves/Sons of Horus/Black Legion)

Légió száma: XVI
Primarcha: Hórusz
Otthonvilág: Cthonia (Megsemmisült)
Jelenlegi hadműveleti bázis: Iszonyat Szeme
Leírás: A Holdfarkasokat Hórusz Fiaira nevezte át a Császár Hórusz tiszteletére, mielőtt a Hórusz eretnekség kirobbant. Hórusz halála után Fekete Légióvá váltak (Black Legion), miután Abaddon a "Kifosztó" (Hórusz jobbkeze a Lázadás alatt) kitörölte Hórusz nevét, mert az képtelen volt legyőzni az Emberiség Birodalmát.
- Éjurak (Night Lords)

Légió száma: VIII
Primarcha: Konrad Curze/Éji Rém
Otthonvilág: Nostramo (Megsemmisült)
Jelenlegi hadműveleti bázis: Az Iszonyat Szeme
Leírás: Az Éjurak a fosztogatásra és a megfélemlítő taktikára specializálódtak, különösen érdeklődnek a pszichológiai hadviselés iránt.
- Igehirdetők (Word Bearers)

Légió száma: XVII
Primarcha: Lorgar
Otthonvilág: Colchis (Megsemmisült)
Jelenlegi hadműveleti bázis: Sicarus (Iszonyat Szeme), Ghalmek (Örvény)
Leírás: Az Igehirdetők megrögzötten vallásosak, minden Káosz Istent istenként imádnak. Káplánjaikat Sötét Apostolokként ismerik. Arról híresek, hogy soha nem vonulnak vissza, még a biztos pusztulás elől sem.
- Alfa Légió (Alpha Legion)

Légió száma: XX
Primarcha: Alpharius, Omegon (ikrek)
Otthonvilág: Nem ismeretes, de Alphariust a Terrán találták.
Jelenlegi hadműveleti bázis: A Birodalom világain szétszóródva titokban, kémként működnek.
Leírás: Az Alfa Légió motívumaként a Hydrát választotta. A légió erősségei a finom és burkolt hadműveletek, melyek kis létszámmal, de annál nagyobb pusztítással járnak az ellenség számára.
- Császár Gyermekei (Emperor's Children)

Légió száma: III
Primarcha: Fulgrim
Otthonvilág: Chemos (Megsemmisült)
Jelenlegi hadműveleti bázis: Az Iszonyat Szeme
Leírás: Kik hajdan az emberiség leghűségesebb és legrendíthetetlenebb védelmezői voltak, ma a Császár Gyermekei Slaanesh hedonista követői, akik örömüket szélsőséges tetteikből és érzékleteikből nyerik.
- Vasharcosok (Iron Warriors)

Légió száma: IV
Primarcha: Perturabo
Primarcha világa: Olympia (Megsemmisült)
Jelenlegi hadműveleti bázis: Medrengard (Iszonyat Szeme)
Leírás: A Vasharcosok lövészárokharc specialisták és az Impérium legjobb ostrommesterei voltak. A nehézfegyverzetet és az erődítményeket részesítik előnyben. Hosszú rivalizálásuk van a Birodalmi Öklökkel.
- Világfalók (World Eaters)

Légió száma: XII
Primarcha: Angron
Primarcha világa: Nuceria
(Habár Angron a Nucerián nevelkedett, a légió nem onnan szerzi/szerezte a rekrutáit.)
Jelenlegi hadműveleti bázis: Az Iszonyat Szeme
Leírás: A Világfalók Khorne kiválasztottjai és a közelharcot részesítik előnyben. A légió vérszomjas, barbár fanatikusokká alakult, melynek nincs szervezett parancsnoki struktúrája, ám a közös vágy: vért és koponyákat gyűjteni istenüknek, összeköti őket.
- Halálgárda (Death Guard)

Légió száma: XIV
Primarcha: Mortarion
Othhonvilág: Barbarus (Megsemmisült)
Jelenlegi hadműveleti bázis: Járvány Bolygó (Plague Planet) (Iszonyat Szeme)
Leírás: A Halálgárda Nurgle járványsújtotta követőiből áll, kik célja, hogy járványokat és fertőzéseket terjesszenek istenük kedvére a galaxisban. A káosz űrgárdisták közül az egyik legszervezettebb légió/bandérium. 
- Ezer Fiak (Thousand Sons)

Légió száma: XV
Primarcha: Magnus a Vörös (Magnus the Red)
Otthonvilág: Prospero (életre alkalmatlanná vált)
Jelenlegi hadműveleti bázis: A Varázslók Bolygója eredetileg Prospero (Planet of the Sorcerers)
Leírás: Az Ezer Fiakat Tzeentch támogatja, értékelik a tudást, különösen a misztikus tudást. A Légió nagy részét Ahriman Rubrikája lefejezte, így sétáló páncélruhákként harcolnak tovább a Légió varázslóinak irányításával. Gyűlölik az Űrfarkasokat, mivel azok teljesen lebombázták a Prosperót.
Az összes áruló légió világa megsemmisült vagy lakhatatlanná vált a későbbiekben (az Éjurak saját maguk pusztították el világukat, Nostramot a Hórusz Eretnekséget megelőzően). Azóta az Alfa Légió kivételével minden légió megszerzett egy világot az Iszonyat Szemében, mely új otthonként szolgál a számukra. Ezek már régen Démon Világokká váltak és minden túlélő Káosz Primarcha Démon Herceggé változott.
Létezik ráadásul két név és leírás nélküli első alapítású légió. Hivatalos információk szerint ezen első alapítású légiók adatai vagy eltűntek, vagy valamely ismeretlen erő megbízói elpusztították azokat. A Games Workshop hivatalos nyilatkozata szerint ezeket szándékosan hagyták ismeretlenre, hogy a játékosok önállóan alakíthassák ki a hiányzó légiók háttértörténetét. Gyakori tévedés a rajongók részéről, hogy a Szürke Lovagok (Grey Knights) és az Átkozottak Légiója (Legion of the Damned) a két hiányzó első alapítású légió. A Szürke Lovagok második alapítású és az Átkozottak Légiójáról feltételezhető, hogy a Tűz Sólymok (Fire Hawks) rendház túlélői. Korábbi háttérinformációk szerint a Búcsúztatók (Valedictors) első alapítású légió volt, de ezt később megváltoztatták. Továbbá Simon Jowett Pokol egy üvegben (Hell in a Bottle) című történetében egy Vas Szíveknek (Iron Hearts) nevezett űrgárdista erőre utal a feltételezett primarchájuk nevével. A történet későbbi részében rávilágít, hogyan tűnhettek el a légió adatai.

### Későbbi alapítások
A következő millenniumban a Birodalom is alapított új űrgárdista rendeket a régebbről létezők génmagjából. A legtöbb ilyen leszármaztatott rendház a génanyagául szolgáló rendház hitét és doktrínáját viszi tovább, ám megtartja saját hadműveleti és harci módszereit. Az Űrgárdista Kódex (Codex: Space Marines) alapján az új rendházak nagy többsége az Ultragárdisták (Ultramarines) génmagjából jött létre, mivel az ő génmagjuk a legstabilabb és mind a 19 implantátumuk működőképes.
Körülbelül ezer űrgárdista rendház létezik, legtöbbjük a Csillagjárók Kódexét (Codex Astartes) követi, de a pontos szám ismeretlen.

## Egy űrgárdista fejlődése
Egy űrgárdista jóval felsőbbrendűbb harcos, mint egy normál ember. Ez egy sor genetikai módosításnak, pszichológiai felkészítésnek és nehéz kiképzésnek köszönhető. Ezek eredményezik az űrgárdista megalkotását, akinek tulajdonságai egy átlagos embernél jóval magasabb rendűek. Legjobban csak szuperembernek lehet nevezni.
Ez a folyamat részletesen szerepel a Csillagjárók Kódexében, s ezt többé-kevésbé minden rendház betartja. Fontos kivétel az Űrfarkasok (Space Wolves) rendház, amely más rendszert alkalmaz.

### Sorozás
Az űrgárdista újoncokat az emberiség legjobb harcosai közül választják. Halálvilágok (bolygók melyek különösen veszélyesek emberi lényekre) és Primitív Világok (bolygók primitív kultúrákkal) a legmegbecsültebb toborzóhelyek, mivel ezek kegyetlen és kezdetleges körülményei teremtik a legjobb harcosokat. Némely Kaptárvilág (hatalmas város komplexumok több tucatnyi milliós népességgel) szintén potenciális újoncok forrásának tekintett, mivel a Kaptárvilágok alsóbb lakószintjein találhatók néhányan az Impérium leghalálosabb egyedei közül. A kaptárvilágbeli bűnbandákat gyakran vadásszák, és kényszersorozzák. Az agresszió és a gyilkos ösztön a legmegbecsültebb személyiségjegyek, így nem meglepő, hogy civilizált világokról ritkán toboroznak űrgárdistákat.
Az újoncok kiválasztásánál figyelembe kell venni néhány kritériumot. Első és legfontosabb, hogy a potenciális jelöltnek hímneműnek kell lennie, mivel a génmag és a zigóta csak férfi hormonokkal működik, ahhoz szinkronizált. Kamaszkorúnak kell lenniük, 10 és 16 év közöttinek, hiszen az implantátumokat úgy tervezték, hogy koordinálja és gyorsítsa a hormonok természetes növekedését és egyéb biológiai folyamatokat, mint a csontképzést. Szükséges még továbbá bizonyos fokú kompatibilitás a rekruta génállománya és a génmag között, különben a beültetett szervek elégtelenül működnek. Az implantátumokat általában különösen ellenséges környezetben ültetik be, hiszen az újonc csak akkor élheti túl, ha elég erős és alkalmas, hogy űrgárdista legyen. Fontos még a potenciális űrgárdista mentális állapota, akinek át kell esnie a rendház számos pszichokondicionálásán és kiképzésén, valamint, hogy rontotta-e meg a káosz (a korrumpálódás ennek ellenére lehetséges, ezért számos űrgárdista elbukik).
Mielőtt az implantátumok beültetése, a hormon-kezelés és a kondicionálás elkezdődik, az újoncnak át kell esnie több fizikai és mentális teszten. Azok akik valamilyen okból nem felelnek meg a teszteknek, vagy a próbák alatt halnak meg, vagy kivégzik, vagy kísérleti alanyként használják fel őket. Ha azonban sikeresen túléli a teszteket, az újonc "Neophyte"-á válik. A szerv beültetés megkezdése után "Beavatott" szintet éri el.
A szervbeültetés alatt az űrgárdista további kondicionálása szükséges, hogy a beültetett szervek aktiválódjanak, fejlődjenek és beépüljenek a testbe. Ez a kondicionálás egy időben történik a harci kiképzéssel. A legtöbb újonc 16-18 évesen éri el a "Csatafivér" címet, amikor is teljes jogú űrgárdista.
Minden lépcsőfok, új szerv és kondicionálás magában rejt bizonyos veszélyt, és további újoncok halnak meg, legtöbbször mert fizikumuk nem tudja elfogadni az új szerveket. Ennek megfelelően a lakosság csak igen kis része jöhet szóba mint űrgárdista újonc, és még ezen újoncok bizonyos százaléka is kirostálódik mielőtt teljes jogú Csatafivér válna belőle.
A 19 beültetett szerv igen komplikált, és mivel több közülük csak más implantátumok jelenlétében működik, az implantátumok eltávolítása, mutációja, kidobódása hatással lehet a többi beültetett szerv működésére.

### Génmag
A génmag az idegen génállomány, melyet beültetnek az emberbe űrgárdistává alakítása során. A génanyag tizenkilenc implantátummá formálódik és felelős a fizikai átalakulásért valamint az űrgárdistákra jellemző tulajdonságokért. Az implantátumokat sebészeti úton telepítik az újoncba néhány év leforgása alatt. Az egyik implantátum a beültetettekről készít másolatokat az űrgárdista felnőtté érése során, s ezeket eltávolítják haláluk előtt röviddel, hogy később felhasználható legyen.
A genetikai módosítások felelősek a fizikai változásokért. A génmag ritka és fontos nyersanyag az űrgárdisták számára. Az űrgárdisták már az első alapítások során elveszítették azon képességüket, mellyel új implantátumokat készíthetnek és néhány rendház már nem is rendelkezik mind a 19-cel. A legtisztább rendház ebben a tekintetben az Ultragárdisták, akik mind a 19-cel rendelkeznek, és nem figyelhető meg számottevő mutáció vagy hiba a géncsírájukban. Ez az oka annak, hogy az Ultragárdistákat választják a leggyakrabban új rendházak megalkotására.
Minden űrgárdista rendház rendelkezik működő Fekete Hám (Black Carapace) implantátummal, ami létfontosságú, hiszen érintkező felületet biztosít az Erővért (Power Armour) és a Sarjmirigy (Progenoid Gland) implantátummal, mely lemásolja a különféle implantátumok genetikai információját későbbi felhasználás céljából. Ha bármelyik implantátum elveszne, a gyors kipusztulás fenyegetné a teljes rendházat (hiszen a Sarjmirigy nélkül nincs lehetőség az implantátumok előállítására és az űrgárdisták nem csatlakozhatnak Erővértjükhöz, ha nincs Fekete Hámjuk)

### Génalap és zigóták
Tizenkilenc megfelelő génváltozat van a tizenkilenc megfelelő emberfeletti szervnek, melyeket sebészeti úton ültetnek be egy Űrgárdistába.
A legtöbb Rendház évezredek óta létezik. Ezen idő alatt némelyik génmagva mutálódott, mely megmutatkozott a mesterségesen elhelyezett szervek működésében. Az ilyen változások néha az implantátum használhatatlanságához vezettek, míg más esetekben csökkent a hatékonyság vagy éppen új, különös hatások jelentkeztek. Bármi lett légyen is az eredmény, az egész Rendházra kihat- minden Űrgárdista egy olyan Rendházhoz tartozik, amely azonos génalapból fejlesztett szerveket oszt el.
Akárcsak a mutálódott esetekben, egy vagy több génalap elvesztése károsodáshoz, génhibához vagy egyéb negatív hatáshoz vezet.

### Implantátumok
A 19 szervet a Császár ősi szakemberei készítették, leírásukat itt olvashatod. Valamennyi implantátum összetett, és mivel sok szerv csak akkor működik helyesen, ha egy másik is jelen van, bármelyik mutálódása vagy eltávolítása hatással lehet az egészre. Ezen oknál fogva folyamatos ellenőrzésre van szükség, és sok Gárdista korrigáló műtétre vagy kemoterápiára kényszerül az anyagcsere helyreállításáért.
1. fázis: Másodlagos szív. A legegyszerűbb és legönellátóbb szerv. A másodlagos szív képes fokozni a vérellátást vagy ellátni az összes életfunkciót a rendes szív megsemmisülése esetén. Az első fázis képessé teszi a Gárdistákat a túlélésre alacsony oxigénkoncentráció és súlyos sérülés esetén is.
2. fázis: Ossmodula. Cső alakú szerv, melynek kis mérete meghazudtolja összetett felépítését. Az ossmodula ellenőrzők és a kiválasztott hormonok befolyásolják a másodlagos fúziókat és a csontváz keményedését. Ezalatt a különleges fejlesztésű hormonok lehetővé teszik az alakuló csontoknak a kerámia alapú tárgyak befolyásolását. Két év múltán ez a hosszúcsontok jelentős megerősödését és a mellüreg csontosodását (a bordák növekedése csontlapokból álló finom csomót alakít ki) és a csontváz általános növekedését okozza.
3. fázis. Biscopea. Ezt a szervet a mellüregbe ültetik. Elég kicsi, alakja gömbölyű és – akárcsak az ossmoduláé – ennek is hormonális az elsődleges hatása. A biscopea jelenléte a testben mindenhol serkenti az izmok növekedését.
4. fázis: Hemastamen. Ezt az apróságot egy főérben szokták elhelyezni, s két célt szolgál. Ellenőrzi és fokozás érdekében kontrollálja a 2. és 3. fázisú implantátumokat, valamint megváltoztatja a vér összetevőit. Ennek eredményeként egy Gárdista vére jóval sokrétűbb, mint egy átlagos emberé- így is kell lennie, tekintetbe véve mindazt, amit az Űrgárdisták magukban hordoznak.
5. fázis: Larraman-szerv. Golflabda méretű húsos, májformájú sötét szerv. A mellüreg bonyolult érhálózata mentén kerül beültetésre, és ún. ’Larraman cellákat’ hoz létre. A gazdatest sérülése esetén ezek a cellák a véráramba kerülnek, ahol a fehérvérsejtekre kapcsolódva a sebesülés helyére szállítják azokat. Felszínre kerülve azonnal var képződik a bőr pótlására- ez megállítja a vérzést és védi sérült területet.
6. fázis: Catalepszia lebeny. Ezt az agyimplantátumot általában a koponya hátsó részében szokták elhelyezni, egy szövetlyukon át kerül a nyakszirtcsontba. E borsószem nagyságú szerv befolyásolja az alvás ritmusát, s a test válasza erre az alvás hiánya. Normális esetben egy Gárdista éppúgy alszik, mint bárki ember fia, de ha megvonják az alvást, a catalepszikus csomó „közbeszól”. Egy ilyennel ellátott ember egyszerre képes aludni és ébren lenni, mivel az agy néhány területét megfelelő sorrendben „kapcsolja” ki. Ez a folyamat nem pótolja teljesen a rendes alvást, de megnöveli a túlélési esélyeket, mivel pihenés alatt is képes figyelni a környezetre.
7. fázis: Preomnor. Ez egy nagy implantátum, amelynek szintén a mellüregben a helye. Előemésztő gyomor, amely képessé teszi az Űrgárdistákat más esetben mérgező vagy emészthetetlen ételek fogyasztására, másfajta emésztés itt nem folyik. Az egyéni érzékelőcsatornák kiszűrik és semlegesítik a lehetséges mérgeket, vagy ahol szükséges, elkülönítik a preomnort az emésztőszerv többi részétől.
8. fázis: Omophagea. Komplikált szerv. Ez az agy részévé válik, de valójában a nyakcsigolyánál helyezkedik el. Négy – neurocleának elnevezett – érzékelőt ültetnek be a gerinc és a preomnor gyomorfala közé. Az omophagea állati szövetben kifejlesztett génanyag felszívására szolgál memóriafunkcióként, tanult vagy tapasztalati viselkedésformának. Ez különleges túlélési adottsággal ruházza fel a Gárdistákat, még evéssel is tanulhat. Ha egy Gárdista megeszi egy lény részét, képes felszívni memóriájának darabját, ami idegen környezetben igencsak hasznos. Egyébként ennek a szervnek a jelenlétének köszönhető, hogy a Gárdistákat a rituáléik után Hústépőknek, Vérivóknak stb. nevezték el.
9. fázis: Multitüdő. Egy újabb nagy implantátum. Ez a sokrétű szerv – vagy „harmadik tüdő” – csőformájú és szürke. A vér ezen keresztül pumpálódik a gazdatest tüdőrendszerébe oltott ereken keresztül. A szerv képes kiszűrni az oxigént ebben hiányos vagy mérgezett levegőből is. És ami még fontosabb, hogy saját hatásos méregszétszórásának, regeneráló rendszerének és semlegesítésének köszönhetően mindezt károsodás nélkül képes elvégezni.
10. fázis: Occulobe. Ez a kis, csiga alakú szerv az agy központjában helyezkedik el. Ez biztosítja a hormonális és genetikai ingereket, amelyek képessé teszik egy Űrgárdista szemét az optiko-terápián a reagálásra. Az occulobe önmagában nem tökéletesíti a látást, de ennek hála a technikusok növelhetik a szem és a fényérzékelő cellák befogadóképességét. Egy felnőtt Gárdista látása messze jobb egy átlagemberénél, és alacsony fényviszonyok között is éppúgy lát, mint fényes nappal.
11. fázis: Lyman-fül. Ez képessé teszi a Gárdistát a különböző háttérzajok tudatos felerősítésére vagy kiszűrésére. Nem csak a hallást biztosítja, s egy Űrgárdista nem szédül vagy émelyeg az extrém diszorientáció eredményeként. Lyman füle megkülönböztethetetlen egy normális emberi fültől.
12. fázis: Hibermembrán. Ez a lapos, kör alakú szerv az agy tetejére kerül. Egészen addig növekszik az agy szöveteiben, míg teljesen nem egyesülnek. Önmagában hatástalan további kémiai terápiák és képzés nélkül, bár egy helyesen képzett Gárdista képes belépni az öntudatlanság állapotába. Ez lehet szándékos vagy fizikai trauma hatására véletlen. Ebben az állapotban képes évekig elleni, még végzetes sérülés esetén is. Csak megfelelő kémiai terápiával és önszuggesztióval hozható vissza ebből az állapotból- egy Gárdista nem képes magát felébreszteni. A leghosszabb öntudatlanság, amit sikeres felélesztés követett, a Sötét Angyalok rendjéből származó Silas Err testvér esetében volt 567 évig (d.321 M.37).
13. fázis: Melanokróm vagy melanokrómikus szerv. Ez az implantátum félgömb alakú, fekete. Elég közvetett és nagyon bonyolult módon működik. Ellenőrzi a radiációs szintet, és sugárzást küld a bőrre, s ha szükséges, kémiai reakciókkal sötétíti a bőrt az UV-sugárzástól védendő, emellett korlátozott védelmet nyújt a sugárzás más fajtái ellen. Eltérő melanokróm génalap más-más haj-és bőrszínt eredményezett a Rendházakban, s némelyikben az összes Gárdista megegyezik ilyen téren- ilyen például a Halálszellemek rendjének albínó harcosai.
14. fázis: Oolitikus vese. Vöröses-barnás szív alakú szerv, amely tökéletesíti és módosítja a keringési rendszert, lehetővé téve más implantátumok hatásosabb működését, valamint hatásosan és gyorsan szűri meg a vért. A másodlagos szív és az oolitikus vese képesek együttműködni, szükségszerű méregtelenítést végezve- ez esetben a Gárdista eszméletlen, míg a vére nagy sebességgel megy körbe. Ez lehetővé tesz a mérgek és gázok túlélését még akkor is, ha a harmadik tüdő kevésnek bizonyulna.
15. fázis: Neuroglottis. Habár a preomnor minden mérgező emésztendő dologtól megvédi az Űrgárdistát, a neuroglottis képessé teszi a mérgek ízlelésen keresztül való felismerésére- a szerv a száj hátuljában kerül beültetésre. Rágással vagy egyszerű kóstolással a Gárdista képes érzékelni a természetes mérgek széles skáláját, pár kémiai anyagot, de még néhány lény eltérő szagát is. Továbbá képes lehet egyedül ezzel az érzékeléssel bemérni egy célpontot.
16. fázis: Mucranoid. Ez a kis szerv a vékonybélben helyezkedik el, ahol a kiválasztott hormonok felszívódnak- ezek a kiválasztások befolyásolják a verejtékmirigyeket. Ez a módosítás nem csinál semmit, míg megfelelő kemoterápiával nem aktiválják. Ennek eredményeként a Gárdista egy olajos, természetes tisztítóanyagot verejtékezik, ami befedi a bőrt. Ez védelmet nyújt a szélsőséges hőhatások és bizonyos fokig a vákuum ellen. A mucranoid kemoterápia megszokott folyamat hosszú űrutazások alatt vagy ha (csaknem) vákuumos helyen kell harcolni.
17. fázis: Betcher-mirigy. Ezekből kettő kerül beültetésre- az alsó ajakba a nyálmirigyek vagy a kemény szájpad mentén. Betcher mirigye a mérges hüllőkhöz hasonlóan elég egyszerűen működik a mérgek felépítését és raktározását tekintve-a Gárdisták immunisak a méregre a mirigy jelenlétének köszönhetően, képes a méreg elválasztására. A méregnek maró hatása is van. Egy fém mögé rejtőzött Gárdista képes megtisztítani az útját.
18. fázis: Progenoidok. Ezekből kettő van- egyik a nyakban, másik a mellüreg mélyén helyezkedik el. Ezek a mirigyek fontosak a Gárdista rendházának túlélésének szempontjából. A szerv a Gárdistában fejlődik, felszívja a hormonális stimulánsokat és génanyagokat más szervekből. Öt év után a nyakban lévő mirigy, tíz év után a mellüregben lévő megérik és készen áll az eltávolításra. Egy mirigy bármikor kivehető, miután éretté válik. Ezek a gének jelentik a Rendház génalapjának forrását. Amikor megérik, minden mirigy tartalmaz egy zigótához tartozó génmagot, amely a gazdatestben található. Ha már sebészeti úton egyszer el lett távolítva, óvatosan kell előkészíteni, ellenőrizni kell, nem mutálódott-e és elég erős-e. A génalapok korlátlanul tarthatóak megfelelő állapotban.
19. fázis: Feketehám. Ez az utolsó és legkülönlegesebb implantátum. Vékony műanyag hártyának néz ki, mint amikor épp növekszik a gépben. Kiveszik a környezetéből és darabokra vágják, amelyeket a Gárdista bőre alá helyeznek közvetlenül. Pár órán belül a szövet megnő, felszíne megkeményedik, és terjedő idegcsomókat küld szét a Gárdistában. Jó pár hónappal később a hám megérik, és a gazdatest rendelkezni fog idegi szenzorokkal és transzfúziós pontokkal, melyeket a hámrétegbe vágnak bele. Ezeken a pontokon keresztül az űrgárdista erővértje képes az űrgárdista testén biológiai beavatkozásokra, például ellenőrzés, orvosi és gyógyítási beavatkozások, stimulánsok befecskendezése, satöbbi. A feketehám előnye nélkül egy Gárdista páncélzata tulajdonképpen nem nyújt semmi olyan előnyt számára, amit egy normál ember részére ne tudna.

### Sorozás és beavatás
A sokféle szerv élettani változásokat okoz egy Gárdista fizikai és mentális tulajdonságaiban. Ezen változások nagy részét kontrollálja a természetes hormonális kiválasztás. Az implantátumok nem hatásosak vagy nem működnek teljesen, ha a gazdatest egyszer elérte természetes fejlődés bizonyos szakaszát. Ennek okán elkerülhetetlen, hogy az újoncok kellően fiatalok legyenek. Lényeges a szövettel való egyeztethetőség, máskülönben a szervek nem fejlődnek megfelelően.
A harmadik tényező a mentális alkalmasság. A katalepszia lebeny, az occulobe és a hibermembrán csak hipnotikus tréning és sok órányi mentális kiképzés után válik használhatóvá az újoncok testében.
Ezek a szempontok azt jelentik, hogy az emberek kis hányada válhat csak Űrgárdistává. Csak férfiak lehetnek, mert a zigóták a férfi hormonokhoz és szövetekhez vannak kódolva, szövetvizsgálat és pszichológiai teszt szükséges. Ha a tesztek sikeresek, a jelölt újonccá válhat. A beültetésekkel és ezzel járó kémiai és hipnotikus képzésekkel az alany Beavatott lesz. Befejezi a képzést, mielőtt teljes jogú testvérként csatlakozna, erre általában 16-18 év körül kerül sor, de az Űrgárdistává válás folyamata által bekövetkezett hormonális változások miatt fizikailag már ezelőtt teljesen felnőnek. Háborús időkben a kényszer néha felgyorsítja az eljárást.

### A kockázatok
Habár a Rendházak rendkívül óvatosan választják ki a legrátermettebb jelölteket, nem minden újonc éli meg a beavatást. Ez részben a különböző rendek tudásainak romlásának köszönhető, amely csökkenti az eljárás hatékonyságát. Még az operációs módszerek sem kielégítők néhány esetben. Sok rendben a sebészet ritualizált és gyakran kíséri fölös vágás, varázsige, ima, mindenféle és fajta misztikus praktika, melyek csökkentik az orvosi hatékonyságot.
Például az Űrfarkasok 17. fázis implantátuma könnyen mutálódott úgy, hogy a szemfoguk egész életükben nő, marcangoló agyarrá változott az évszázadok folyamán. Az agyarak hossza a Rendház tradíciójának forrása és a szervezet része, így a nehézfegyveres Veteránokat Hosszú agyar néven ismerik.
Egy másik Rendház, akiknek általános hírét a gén alapozta meg, a Vérangyalok. Gyakran esnek harcban kiváltott dühöngésbe, amit Fekete Dühnek hívnak- indulatos harcosokká válhatnak, kik szomjazzák a vért és a nyers húst. A Vérangyalok állandóan keresik a gyógymódot Sanguinius átkára, de ezalatt a Holtak Társasága olyan Gárdistákkal egészül ki, akikre szinte nem hat a fájdalom és képesek szétszakítani ellenségeiket puszta kézzel.
Egy másik szélsőséges példa génkorcsosulásra a Fekete Sárkányok Rendjében található, ahol az ossmodula abnormális módon működik.
Ez a csontcsúcsok megnövekedéséhez vezet a koponyán és penge-szerű kidudorodást eredményez az alkaron és a könyökön. akárcsak a Vérangyalok halálbrigádja, az ilyen természetellenes fejlődéssel rendelkező harcosok külön egységet képeznek. Sárkánykaromként ismerik őket, kiálló részeiket élesítik és adamantiummal vonják be, halálossá téve közelharcban.
Ha egy szerv nem fejlődik megfelelően, feltehetően a Gárdista anyagcseréje elcsúszik. Katatónikus állapotba eshet vagy hiperaktivitással küzdhet, vagy olyan anyagcsere-összeomláshoz vezethet, melyben könnyen meghalhat.
Azok a szerencsétlenek, akik nem halnak meg, mentális sérüléseket szenvednek, gyilkolási mániába esnek vagy gyengeelméjűvé válnak. Amikor egy Rendház teljes erejében van, ezek a személyek ki vannak téve a szenvedésnek, sorsuk gyakran eutanázia vagy orvosi kísérletek, de nemritkán a többi csatatestvér gyakorló csataszervitorai lesznek. Igaz, ha a rend szűkében van Gárdistáknak, gyakran hagyják őket élni és saját különleges egységükbe helyezik őket. Azokat, akik irányíthatatlan pszichotikus hajlamot mutatnak, kamikaze osztagokba küldik.
Pár rend átgondoltan fogadja az ilyen lényeket, még deformálódott zigótákat is ültetnek néhány Beavatottba. Ez elég veszélyes és a Birodalmi törvény ellenzi, de a régi hagyományok nehezen halnak.

### Pszichokémiai és egyéb képzés
A beültetés együtt jár a orvosi kezeléssel, pszichológiai szabályozással és tudatalatti hipnoterápiával. Mindez szükséges, ha a Gárdista megfelelően fejlődik.
Orvosi kezelés- a beavatásig a Gárdistának állandóan teszteken és vizsgákon kell átesnie. Az újonnan beültetett szerveket óvatosan ellenőrizni kell, az egyensúlyt helyreállítani, és minden fejlődési romlást kezelnek. Ez a kezelés egyszerűsödik a beavatási folyamat után, de soha nem ér véget. A Gárdistákat életük végéig kezelik megadott időnként a stabil anyagcsere érdekében.
Az energiapáncélzat ezért tartalmaz ellenőrző felszereléseket és gyógyszeradagolókat.
Hipnoterápia: Ahogy a megerősödött test növekszik, az alanynak meg kell tanulnia használni az új képességeit. Néhány implantátum, különösen a 6. és 10. szerv csak akkor működik jól, ha egyszer megfelelő hipnoterápiára sor került.
A hipnoterápia nem mindig olyan hatásos, mint az orvosi kezelés, de tartósabb a hatása. Ha a Gárdistát megtanítják ellenőrizni az anyagcseréjét, csökken a gyógyszerektől való függőség. Az eljárás egy hipnomatnak nevezett gépben zajlik. A Gárdisták a hipnózis állapotába kerülnek, vizuális és auraképeket mutatnak az új anyagcsere beállításához.
Edzés: A fizikai edzés serkenti az implantátumokat és lehetővé teszi a hatékonyságuk tesztelését.
Kiképzés: Egy Gárdista több, mint szuper tulajdonságokkal rendelkező ember, az elméjük is emberfeletti! Amint mind a 19 különálló szerv a testbe kerül, az agy megnöveli a rejtett képességeket. Ha lehetséges, ezek a mentális erők még különösebbek, mint a fentebb leírt testiek. Például egy Gárdista képes kontrollálni az érzékeit és idegrendszerét egy bizonyos mértékig és elviselhetőre csökkenteni olyan fájdalmat, ami mást megölne. Képes továbbá villámgyorsan gondolkodni és cselekedni- a képzés fontos része a memóriaedzés. A legtöbb Gárdista a katalepszia-lebeny beültetése után fényképmemóriát fejleszt ki, vagyis az eljárás utáni minden emlékképét tisztán elő tudja hívni. Ez általában azzal a mellékhatással szokott járni, hogy a Gárdista nem emlékszik az eljárás előtti emlékeire, gyerekkorára, és a legtöbb Gárdista ha alszik is, egyáltalán nem álmodik. Intelligenciában is eltérőek más emberektől, akárcsak az egyéni mentális képességeik. És így születnek a Birodalom legkiválóbb harcosai- egy adamantium kapocs a Birodalom páncéljában.

### Újonc (Neophyte)
Ha az aspiráns átment a rendház által meghatározott próbák és kihívások sorozatán és a korai géncsíra implantátumok átvették uralmukat teste felett, az újonc bebocsátást nyer a rendházba. Az újoncokat megtanítják a rendház történetére és a Codex Astartes kitételeire, továbbá elvégzik rajtuk a fennmaradó implantátumok beültetését és testük módosítását.
Az újonc amint megkezdte kiképzését és genetikai módosítását, többé nem érintkezhet otthonával vagy családjával és fel kell esküdnie a Császárra, a Rendházra egészen haláláig. Egy űrgárdista kiképzése veszélyes folyamat és természetesnek vett tény, hogy sokan meghalnak beiktatásuk során.
Néhány rendház eltérő szellemben képzi ki újoncait. A legtöbbet a tizedik századba osztják be, ahol veterán űrgárdisták végzik kiképzésüket és könnyű felderítő erőként szolgálják a rendházukat. Néhány rendház – különösképpen a Fekete Lovagok (Black Templars) – neveltjeiket tapasztalt űrgárdisták alá osztják be, kik onnantól szolgaként követik mesterüket és példájukból tanulnak.

### Felderítők (Scouts)
Az újoncok hadviselésben szerzett tapasztalataikat úgy szerzik meg, hogy a rendházat felderítőként szolgálják, információkat szolgáltatnak és képesek az ellenséges területre beszivárogni, vagy kommandó egységként szolgálni. Számos eszközzel és fegyverrel szerelhetik fel őket és néhány esetben még a rendház harci motorkerékpárjait is igénybe vehetik. Veszélyes tűzkeresztség ez, de elengedhetetlen tapasztalattal és első kézből szerzett harci gyakorlattal szolgál. A felderítők nem viselnek Erővértet, ugyanakkor könnyű, szelvényezett, páncélozott vértet hordanak, melyet héjpáncélnak (Carapace Armour) neveznek. Ennek az egyik oka, hogy Fekete Hámjuk még nem fejlődött ki teljesen, valamint hogy az Erővért viselési jogát ki kell érdemelniük azzal, hogy először űrgárdista felderítőként működnek. Néhány rendház eltérően közelíti ezt meg, az Űrfarkasok például Vér Karom (Blood Claw) egységekbe rendezik újoncaikat, felderítőik pedig tapasztalt űrgárdisták, akik „magányos farkas” személyiséggel rendelkeznek. A Fekete Lovagok kiképzésük természetéből adódóan nem is rendelkeznek önálló felderítő erővel.

### Beavatottak (Initiates)
Ha a neofita kiképzésnek vége és mind a tizenkilenc géncsíra szervet beépítettek és ellenőriztek, a neofitát elküldik egy utolsó megmérettetésre, hogy bebizonyítsa rátermettségét. Ha ezt sikerrel veszi, a neofita a rendház teljesértékű tagjává válik (őket Beavatottnak vagy Csatatestvérnek (Battle-Brother) nevezik) és nyolc Csata vagy Tartalékos század egyikébe sorozzák.
A beavatottak egy villámpuskát (boltgun) és egy teljes erővértet kap, melyek karbantartásáért személyesen felel. Képességeinek megfelelően, a beavatottakat három különböző egységtípus egyikébe oszthatják be.
- Taktikai (Tactical)

A rendház alapvető harci ereje, a taktikai egységek sokoldalúak és szinte bármely helyzethez képesek felszerelésüket és taktikájukat hozzáidomítani. A taktikai egységek jelentik minden század magvát, és minden egység rendelkezik specialistákkal, akiket számos nehéz- és támogató fegyver használatára képeznek ki. A taktikai egységek általában egy rohamfegyverrel (assault weapon), egy nehéz támogató fegyverrel (heavy support weapon), mint a lángszóró vagy a rakétavető.
- Roham (Assault)

A rohamegységek kézitusa specialisták, akiket a gyors mozgásra és az ellenséges állások kegyetlen támadására képezték ki. A rohamgárdistákat (Assault Marines) közelharci fegyverekkel szerelik fel és nem visznek magukkal támogató nehézfegyvereket. Gyakran rendelkeznek hátirakétákkal (jump packs), mely segítségével a lehető leggyorsabban kerülhetnek közel ellenségükhöz. A hátirakéta lehetővé teszi, hogy az egyébként megközelíthetetlen helyeket is elérjék.
- Pusztító (Devastator)

A pusztító egységeket támogató tűz adására képezték ki. Az egységet jóval több nehézfegyverrel szerelik fel (pl.: heavy bolter, rakétavető), mint a taktikai egységet, mely így eleget tehet támogató szerepének. Nehézfegyvereivel elháríthatja az ellenséges járműveket és/vagy gyalogságot.

### Veteránok
Az űrgárdista rendház kivételes és tapasztalt tagjait veterán rangba léptetik elő és egy sor speciális felszereléshez biztosítanak hozzáférést számukra. A veteránok általában századukkal maradnak, hogy vezessék beavatott társaik egységeit a csatában, de a legérdemesebbnek bizonyuló űrgárdisták bebocsátást nyernek a rendház első, elit századába. Esetenként egy kevésbé tapasztalt beavatottnak is megadatik, hogy bevegyék az első századba, ha kivételes bátorságról vagy taktikai ismeretekről tesz tanúbizonyságot.
- Veterán egységek (Veteran Squads)

Az első század veteránjai gyakran taktikai egységekként tartózkodnak a csatatéren és a többi század támogatását látják el. Általában csak egy ilyen egység vesz részt csapatonként. Néhány rendháznál a veteránok más felépítésben harcolnak: a Sötét Angyaloknál (Dark Angels) például csak terminátorként, A Halálszárnyként (The Deathwing) harcolnak, míg a Vér Angyaloknál (Blood Angels) a veteránok rohamegységekben szolgálnak.
- Terminátor Egységek (Terminator Squads)

A veterán egységek viselhetnek ritka Taktikai Terminátor Vértet a csatatéren. Ezek a nehézpáncélzattal rendelkező és jól felszerelt (általában Storm Bolter és Energiaököl (Powerfist)) vértek lehetővé teszik, hogy a terminátor egységek lándzsahegyként szolgáljanak az űrgárdista támadások során. A Terminátorok menetelő tankok, nem sok közönséges fegyver tehet kárt bennük, fegyverzetük közé olyan legendás erejű pusztítóeszközök tartoznak, mint a Rohamágyú (Assault Cannon) vagy a nehéz lángszóró (Heavy Flamer).
- Monstrum (Dreadnought-Félelem nélküli)

Ha egy űrgárdista kiemelkedő bátorságról és taktikai érzékekről tanúskodik és a harcban súlyos, akár halálos sérüléseket kap, egy Monstrum (Dreadnought) páncélba zárhatják ami életben tartja és ezáltal tovább tud harcolni a Császár nevében. A Monstrum gyakorlatilag egy robot test, amely pusztító fegyverekkel (nehéz-lángszóró, rakétavető, energiaököl) és páncélzattal van felszerelve. A méltónak talált és idegrendszerileg kompatibilis űrgárdista a mechanikus test belsejében helyezkedik el egy kapszulában, amniotikus folyadékban lebegve, végtagjaitól, szemétől vagy belszerveitől megfosztottan és műtétileg a Monstrum kontrolljához kapcsolva. Mivel az élet ilyen formában való folytatása hatalmas teher az elmére, csakis a legelszántabb és leglojálisabb űrgárdistáknak adják meg az esélyt arra hogy így folytassák szolgálatukat. Ellensúlyozandó a hatalmas pszichológiai terhelést a Monstrumok hosszú időt – néha 10 évet is- töltenek "alvással" és csak egy csata vagy hadjárat idejére aktiválják őket. A Monstrum testek rendkívül értékesek, mivel készítésük mikéntje a feledésbe merült. A legöregebb Monstrum jelenleg Veszettkéz Björn (Bjorn the Fell-handed), aki anno Leman Russ oldalán harcolt, az űrfarkasok légiójában, több, mint tízezer éves.

### Specialisták
Az űrgárdistát pályafutása bármely szakaszán felkérhetik, hogy részt vegyen különleges kiképzésben, hogy jobban szolgálhassa a rendházat mind harci és nem harci szerepekben. A Techgárdisták (Techmarines), Gyógyszerészek (Apotecharies) és Könyvtárosok (Librarians) kiképzését neofita korukban kezdik meg, beavatásukkor, ha technikai, gyógyítási vagy pszi képességeket mutatnak ezalatt. Néhány tagot a Halálfigyelő Rendházba (Deathwatch Chapter) soroznak be, ha olyan képességgel rendelkeznek, mely hasznos az aljas idegenek (xeno) ellen. Az Ultragárdisták Tiranida Vadászai (Tyranid Hunters) a leghíresebb idegen vadász gárdisták.

### Apotekáriusok (Apothecaries)
A rendház géncsírájának tisztasága az egyik legnagyobb probléma, mellyel a Birodalomnak szembe kell néznie, hiszen ha egy űrgárdista rendház ezáltal korrumpálódik, könnyedén a káoszhoz pártolhat. Az apotekáriusok feladata fenntartani az űrgárdisták genetikai tisztaságát és egészségét. Képességeik és felszerelésük, kombinálva a hozzáadott szervekkel és az űrgárdisták ellenállóságával, lehetővé teszi az apotekárius számára, hogy nagy sikerességgel végezzen el sebészeti beavatkozásokat a csata közepén.
Néhányszor azonban még az apotekárius képessége sem elegendő, hogy megmentsen egy űrgárdistát. Ebben az esetben az apotekárius felelőssége, hogy eutanáziában részesítse a gárdistát, melyet a Császár Békéjének nevezünk (Emperor’s Peace) és kiemelje a két Sarjmirigyet, melyet a szerencsétlen űrgárdistába ültettek be, s mely lehetővé teszi, hogy a géncsíra tenyészthető és ismét beilleszthető legyen egy másik neofitába.
Első ránézésre az apotekáriusok az űrgárdisták megmentőinek tűnhetnek, ám sokan ennél többre hivatottak. Az apotekáriusok feladata nem minden esetben kizárólag harci sebészet vagy a géncsíra visszanyerése. Néhány rendház arra utasítja apotekáriusait, hogy néhány elrejtsen számos mutációt, mely jövedelmező lehet a rendház számára. Az apotekáriusok elvégezhetnek olyan hihetetlen sebészeti beavatkozásokat is, melyek segítik a rendház növekedését, még ha ez inkvizíciós vizsgálatot is eredményez.

### Káplánok (Chaplains)
A káplánok a rendház lelki vezetői, akik harcos papokként szolgálják az űrgárdisták lelki egyensúlyának megtartását azzal, hogy az űrgárdistákba ültetik a császár iránti imádatot és a rendház hitét és értékeit. A káplánok a csatában a rendház első soraiban harcolnak és szavaikkal, tetteikkel biztatják űrgárdista társaikat. Erővértjük nagy része fekete, sisakjuk előlapja koponya formájú. A legtöbb káplán erőbuzogányt (power mace) használ, melyet Crozius Arcanumnak hívnak. Felszerelésük része még a Rosarius, melyet az Adeptus Ministorium adományoz a rendháznak a hitük közötti kapcsolat jeléül.
Néhány rendház esetében a káplánoknak egyedi, a csillagjárók kódexétől eltérő feladataik is vannak. A Vér Angyalok rendházban a káplánok feladata kifürkészni a Fekete Harag (Black Rage) jeleit és csatába vezetni a Halál Századokat (Death Companies). A Sötét Angyalok káplánjainak kell kihallgatniuk az elfogott „Bukottakat” (Fallen) és bűnbánásra kényszeríteni őket kivégzésük előtt. A Vas Kezeknél (Iron Hands) találhatók a Vas Atyák (Iron Fathers), akik egy techgárdista és egy káplán feladatait látják el egyszerre. Az Űrfarkasok káplánjait „Farkas Papokként” (Wolf Priest) ismerik, feladatuk hasonló a káplánéhoz és a gyógyszerészéhez.

### Könyvtárosok
A rendház állandó ébersége biztosítja, hogy az újoncok nem szennyezik be a rendház géncsíráját mutációikkal. A Pszi (psyker) mutáció ugyanakkor gyakran előnyt élvez és az ilyennel rendelkező űrgárdisták a könyvtárosok testületébe kerülnek. Ezek a pszierővel töltött harcosok olyan kiképzést kaptak, amellyel erejüket a csatatéren képesek használni fegyverként vagy a jövőbelátás eszközeként. A könyvtárosok a csatatéren kívül a rendház adatainak karbantartásáért és bővítéséért valamint a rendház krónikáért és ezer évnyi szolgálatból származó kollektív tudásért felelnek. A könyvtárosok pszi csuklyát használnak, mely egyrészt védi a könyvtárost a hiperűr nyers energiáitól, vagy más pszí-k támadásától, másfelől "buffer"-ként használja saját pszí erejének tartalékolására és irányítására. A csuklya közvetlenül az agyhoz csatlakozik és viselőjének tudatát kiegészíti, aki így képes lesz érzékelni energia-változásokat a hiperűrben (Warp).
A könyvtárossá válás útja nehéz, hiszen nem csak elég erősnek kell lennie, hogy túlélje a kiképzést, de elég szellemi fegyelemmel kell rendelkeznie, hogy vissza tudja verni a démonokat és a hipertér teremtményeit, melyek számára egy könyvtáros fejlett elméje értékes préda. A könyvtárosokat ráadásul gyakran elszigetelik a rendház többi tagjától, mivel olyan tulajdonságokkal rendelkeznek, amelyekre az űrgárdisták vadásznak és kiírtani kívánnak minden lényből. Ennek az irtóhadjáratnak az oka a "Hosszú Éj", amikor is a kontrollálatlan pszí-képességű egyének egész bolygókat hajtottak uralmuk alá, vagy utat nyitottak démonoknak, és más hiperűr-lényeknek, hogy belépjenek ebbe a valóságba.
A másik oka a könyvtárosok elszigeteltségének, hogy az Uralkodó maga tiltotta be a könyvtárosok használatát az űrgárdista légiókban a "Nikeai Per" keretében, amikor az akkor még lojális Magnus Primarch-ot bűnösnek találta a hipertér erőivel való felelőtlen kísérletezésben.
A Horus Lázadás után, amikor is nyilvánvalóvá vált hogy a könyvtárosok nélkül még az űrgárdisták sem tudnak szembeszállni a Káosz erőivel, a rendházaknál helyreállították a könyvtáros szakaszokat.

#### Főkönyvtáros (Chief Librarian)
Minden rendháznak van egy főkönyvtárosa, aki a rendház legerősebb pszije. Gyakran azért válik valaki főkönyvtárossá, mert valami meghökkentőt cselekedett vagy pusztán, mert kivételesen erős pszi. Az aktuális főkönyvtárosok nevei a következők:
- Tigurius Főkönyvtáros – Tigurius az ultragárdisták főkönyvtárosa és úgy beszélik, hogy a legerősebb pszi az Adeptus Astartes pszijei közül. Azt is beszélik róla, hogy megérintette elméjével a tiranida kaptártudatot (Hive Mind).
- Mephiston Főkönyvtáros – Mephiston a Vér Angyalok rendház főkönyvtárosa, aki nem csupán túlélte a Fekete Haragot, de nagyban profitált is belőle. Tekintete oly’ borzalmas, hogy még a legfegyelmezettebb harcosok is megremegnek jelenlétében.
- Ezekiel, a Sötét Angyalok könyvtárosainak nagymestere (Grand Master of the Dark Angel Librarians) – Ezekiel a Sötét angyalok könyvtárosai közül a legnagyobb, képes átjárni ellenségei tudatát, s így azelőtt megjósolni lépésüket, hogy ők maguk meggondolták volna.
- Ahriman az Ezerifjakból – Ahriman, annak ellenére, hogy nem egy császárhű rendház könyvtárosa, hírhedtté vált a galaxisban tett utazásai során, melyek keretében annyi ereklyét szerzett, amennyire csak rá tudta tenni kezét. Tetteivel félelmet keltett a lojalisták körében, akik ennek hatására sok ereklyét elpusztítottak. Ahriman a felelős azért is, hogy a teljes Ezerifjak légiót agynélküli gépekké változtatta hírhedt rubrikájával.
- Sarpedon Főkönyvtáros – A kiközösített Sarpedon a Lélek Ivók (Soul Drinkers) főkönyvtárosa. Olyan egyedi erővel rendelkezik, melyet A Pokolnak (The Hell) ismernek és fizikai mutációi lehetővé teszik, hogy tógaszerű póklábak formájában extra végtagokat növesszen.

### Techgárdisták (Techmarines)
Gyakran választanak ki olyanokat, akiknek különleges adottságuk van a technológiához és a gépekhez, hogy techgárdistát képezzenek belőlük, az Adeptus Mechanicus (~ Gépek szakértője) tiszteletbeli tagjaivá és a Gépisten (Machine God) papjaivá válnak. A techgárdista aspiránsokat a Marsra küldik további kiképzésre, hogy kitanulja a megfelelő rituálékat, melyek szükségesek a rendház felszerelésének üzembehelyezéséhez és karbantartásához. Megtanulják továbbá, hogyan hergeljék vagy csendesítsék le a géplelkeket (machine-spirits), mely a rendház számos járművét és felszerelését megszállta.
A techgárdistákat gyakran hívják olyan javítási feladatokhoz, melyek meghaladják egy űrgárdista tudását, akár a csata kellős közepén is. Ha egy járművet vagy technológiai ereklyét megkaparint az ellenség, a techgárdisták az első sorokban küzdenek, hogy visszaszerezzék azt. Gyakran olyan vehemensen küzdenek a mechanikus gépezetért, mintha saját biológiai kölykük lenne.

### Vezetőség (Leadership)
A rendház többévszázados szolgálata után elit gárdistákat kérhetnek fel, hogy elfoglalják valamelyik vezető pozíciót a rendházon belül.

#### Testvér-Kapitányok (Brother-Captains)
A rendház mind a tíz századát egy-egy testvér-kapitány vezeti. Ők századuk legelső harcosai. Társai vezetése mellett a testvér-kapitányoknak gyakran kell ellátniuk más feladatokat is. Legtöbbször a rendház valamely részének vezetését látják el, mint a fegyvertár, utánpótlás vagy a Rendház Flottájának irányítását. Kapitányi rangot kaphat egy-egy kiemelt fontosságú szakasz vezetője is, például egy dicső múltra visszatekintő rohamszakasz vezetője is.
Egy testvér-kapitányt, ha egy harctér Űrgárdista vezetőjévé nevezik ki, Csapatparancsnoknak (Force Commanders) nevezik. Ilyenkor több század, vagy több századból összeválogatott speciális szakaszok vezetője lehet.

#### Rendház Mester (Chapter Master)
A rendház élén, az űrgárdistákat, alárendelt személyzetet és feltételezhetően az egész bolygót irányító Rendház Mester áll. Harcosként senkihez sem mérhető tapasztalattal rendelkezik, kiemelkedő taktikusként olyan döntésekért felelős, melyek csatákat dönthetnek el.
Általában a rendház mestere tanítja meg az újoncokat a rendház történetére és ő felel a titkok megtartásáért, a rendház hagyományainak betartásáért. Legtöbbször ő a rendház anyavilágának ura és személyesen felel az eskük és más világokkal, szervezetekkel kötött szövetségek fenntartásáért. A rendház mester tisztségét eredetileg a primarchák látták el a második alapítás ideje alatt. A rendház mestereknek hozzáférésük van olyan ősi ereklyékhez, melyek erejüket elképzelhetetlen szintre emelik (például Ultramar Kesztyűi (Gauntlets of Ultramar), Sanguinius Halotti Maszkja (Death Mask of Sanguinius)).
Az Adeptus Astartes nem mindig használja a Rendház Mester címet. Gyakori választás a Nagy Mester (Grand Master), illetve Legfőbb Nagymester a Szürke Lovagoknál és a Sötét Angyaloknál, de létezik Főmarsall (High Marshal) a Fekete Templomosoknál és Nagy Farkas (Great Wolf) az Űrfarkasoknál. Az Ultragárdisták jobban kedvelik a Macragge Nagyúr (Lord Macragge) címet a Rendház Mester vagy Nagy Mester helyett. A Vér Angyalok ezek helyett a „Vér Angyalok Nagyura” (Lord of the Blood Angels) vagy Parancsnok (Commander) megnevezést használják, mivel ez a címe Dantenak, a Vér Angyalok Rendház Mesterének.

## Fegyverek és Felszerelés
Mint a birodalom legképzettebb harci szervezete, az űrgárdista rendházak a birodalomban gyártott legjobb fegyvereket és felszereléseket kapják.

## Űrgárdisták a Warhammer 40.000-ben
A Black Library (a Games Workshop sci-fi kiadó részlege) által kiadott történetekben és novellákban az űrgárdistákat sokkal erősebbnek mutatják be, mint amilyenek táblás megfelelőik. Ennek magyarázata, hogy a játékban fenn kívánták tartani az egyensúlyt; minden sereg közel egyforma erejű, így a játékos tudása, taktikája és szerencséje nagyobb hatással van a végeredményekre, mint a sci-fi-ben megjelenő sztereotípiák.
Peter Haines kialakított egy szabályrendszert, mely 2005 januárjában a 301. White Dwarf kiadásban jelent meg (Nagy-Britanniában; az Egyesült Államokban White Dwarf 300 címen jelent meg). A szabályokkal a regényekben szereplő űrgárdistákat kívánta leírni. Ebben olyan „seregekről” beszél, melyeket 10 vagy kevesebb űrgárdista alkot és képesek az átlagos létszámú seregeket is legyőzni. Ezen szabályok nem hivatalosak és a játékosok figyelmét külön felhívták erre, mielőtt ellenfelükkel alkalmaznák azokat.

## Megjelenések
A WH40k és Epic játékokon kívül az űrgárdisták a következőkben láthatóak:

### Táblás játék
- Space Crusade (Űrhadjárat)
- Advanced Space Crusade (Fejlett Űrhadjárat)
- Space Hulk (Űrroncs)
- Talisman – through the Space expansion (Talizmán – az „űr” kiegészítőjében)

### Számítógépes játékok
- Space Crusade (1992) and its sequel (Űrhadjárat és a folytatása)
- Space Hulk (1994) – Terminator armour marines (Űrroncs – Terminátor páncélos gárdistákkal)
- Space Hulk: Vengeance of the Blood Angels (1996) – "sequel" to Space Hulk (Űrroncs: A Vér Angyalok bosszúja – az Űrroncs folytatása)
- Final Liberation: Warhammer Epic 40,000 (1997) (Végső felszabadítás)
- Chaos Gate (1998) (Káosz kapu)
- Rites of War (1999) (A háború rítusai)
- Fire Warrior (2003) (Tűzharcos)
- Dawn of War (2004), (Háború Hajnala) és kiegészítői: Winter Assault (2005), Dark Crusade (2006), Soulstorm (2008)
- Dawn of War 2 (2009), (Háború Hajnala 2) és kiegészítői: Chaos Rising (2010), Retribution (2011)
- Warhammer 40K: Space marine (2011)
- Warhammer 40K: Space marine 2 (2024)

### Animációs film
- Ultramarines: A Warhammer 40,000 Movie (2010)
- HELSREACH: The Movie – Vol. 1 (1. rész) – fekete-fehér animáció, rajzolt hatású grafikával, a 3. Armageddon-i háborúról. Hossza 1 óra 28 perc.

### Könyvek
Rengeteg könyv jelent meg angolul. Ezeket meg lehet venni a www.blacklibrary.com oldalon.
Magyarul sajnos jóval kevesebbet adtak ki:
- Dan Abnett: Gaunt sorozat
- Ian Watson: Warhammer teljes univerzuma
- C.S. Goto: Dawn of War (Háború hajnala, Ébredés, Vihar)

Jelenleg jogdíjak tisztázása folyik a Black Library-val a Horus Lázadás sorozatának első kötetének magyar kiadására. 2012Dec(VS)
Horus Lázadás könyvei (közel sem teljes lista):
Dan Abnett : Hórusz emelkedik (Horus Rising)
Graham McNeill: Hamis istenek (False Gods)
Ben Counter: A galaxis lángokban (Galaxy in flames)
James Swallow: Az Einsenstein útja (The flight of the Eisenstein)
Graham McNeill: Fulgrim
Ben Abnett: A légió (Legion)
Mitchel Scanlon: Angyalok Ereszkednek (Descent of Angels)
Mike Lee: Bukott angyalok (Fallen Angels)
Ben Counter : Harc a Mélységért (Battle for the Abyss)
Graham Mcneill: Ezer ifjú (A thousand sons)
Dan Abnett: Prospero ég (Prospero burns)
Dan Abnett: Ne ismerj félelmet (Know no fear)
James Swallow: Fél ott járni (Fear to tread)
Ezen könyvek többje megjelent audio könyv formában, és a Black Library kiadott számos -sajnos csak angolul elérhető- hangjátékot is a Hórusz Lázadás témájában.